# Orden de Monjas Agustinas Recoletas
La Orden de Monjas Agustinas Recoletas (oficialmente en latín: Moniales Ordinis Augustinianorum Recollectorum) es una orden religiosa católica femenina de vida contemplativa y de derecho pontificio, que nace a partir de los monasterios que con posterioridad al capítulo general de Toledo de la Orden de San Agustín, de 1588, quisieron vivir una vida de mayor austeridad, que dio lugar a la llamada recolección. A las religiosas de este instituto se les conoce como monjas agustinas recoletas y posponen a sus nombres las siglas O.A.R.

## Historia

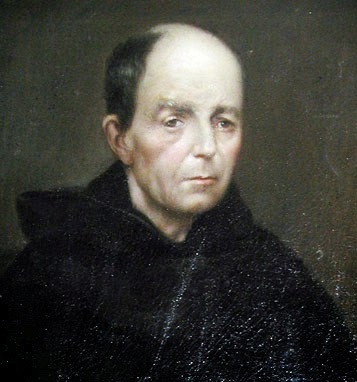
Alonso de Orozco (1500-1591), fundador del monasterio de Madrid, el primero de la recolección agustiniana.

A partir del Capítulo general de Toledo de 1588, de la Orden de San Agustín, se estableció que los monasterios de la orden que quisieran vivir una vida de mayor austeridad podían hacerlo, pero sin separarse formalmente de ella. Es decir, conservaron la autonomía pero bajo el gobierno del prior general de la orden. De ese modo dio inicio la Orden de los Agustinos Recoletos, que también llevó consigo a numerosos monasterios femeninos que querían vivir la recolección.
El movimiento de la recolección agustina femenina inició en diversas partes del mundo de manera independiente. Tres vertientes hubo al origen de la Orden de Monjas Agustinas Recoletas. La primera comenzó a partir de 1589, con la fundación del monasterio de Madrid, por parte de Alonso de Orozco. El segundo inició por obra de Agustín Antolínez y de Mariana de San José, cuando fundan el monasterio de Éibar, en España, y al que se integraron la mayoría de los monasterios recoletos españoles. La tercera vertiente nació en México, cuando se federaron diversos monasterios recoletos mexicanos a la cabeza del de Puebla de los Ángeles, fundado en 1688 por Manuel Fernández de Santa Cruz.
A pesar de la diversidad de origen de los monasterios recoletos, fueron unificados en una misma orden religiosa, bajo unas misma constituciones a partir de 1936, aunque cada uno continúa manteniendo la autonomía característica de las órdenes de clausura.

## Organización

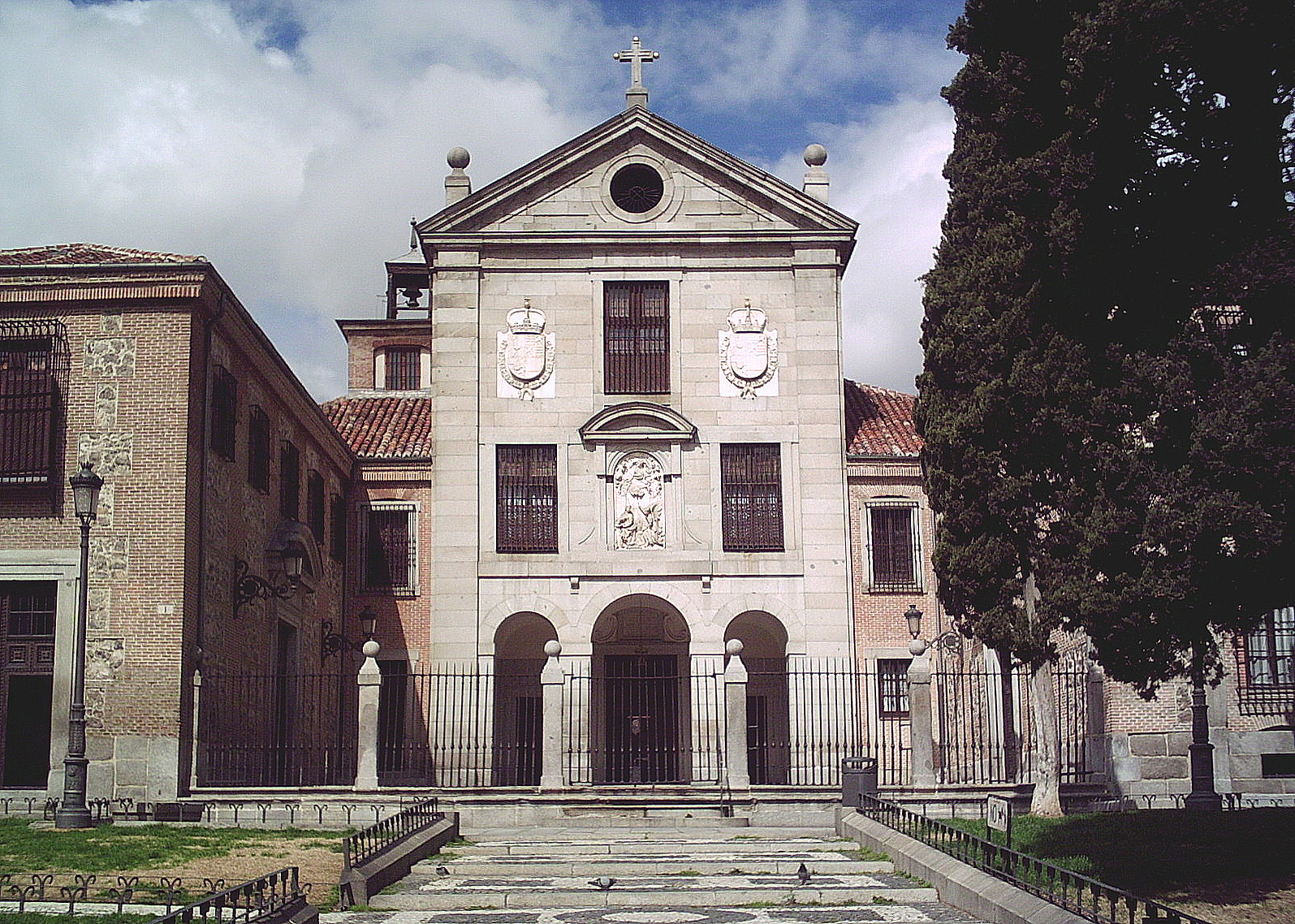
Real Monasterio de la Encarnación. Madrid. Monasterio de agustinas recoletas.

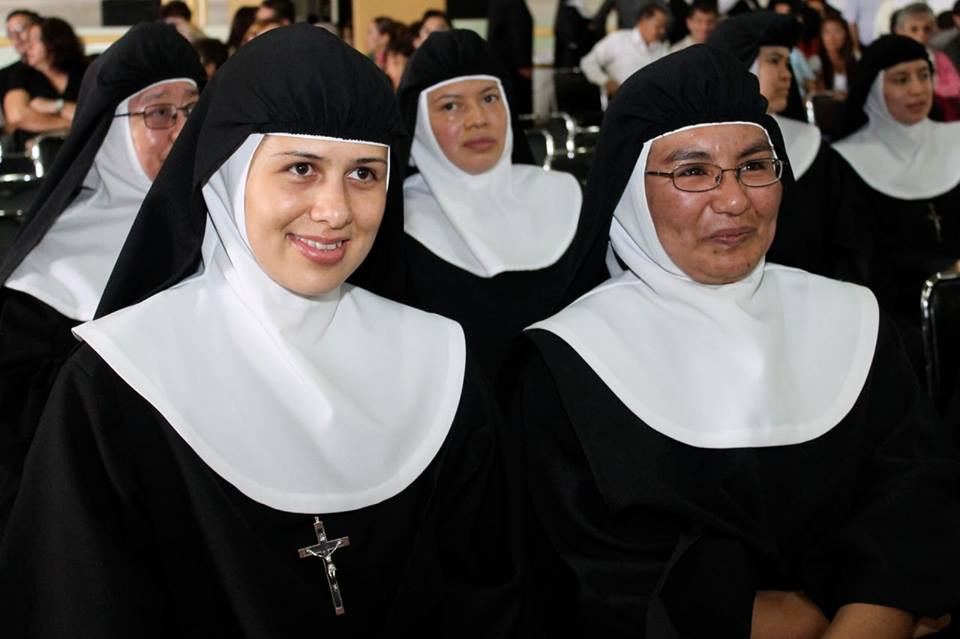
Monjas agustinas recoletas

La Orden de Monjas Agustinas Recoletas son un instituto religioso formado por monasterios indepedientes, sui iuris, siendo gobernado cada uno de ellos por su propia superiora. Mantiene su independencia igualmente como orden religiosa reconocida por la Santa Sede, aunque si le considera en términos antiguos, parte de la Segunda Orden de los Agustinos Recoletos, junto a las Monjas Agustinas Descalzas de Juan de Ribera.
Las monjas se dedican a la vida contemplativa, aunque como cada monasterio es autónomo puede decidir el grado de clausura o pastoral al interior de los mismos. El hábito de las religiosas está compuesto por una túnica, un velo y un cinturón, todos de color negro.
En 2015, la orden contaba con 374 monjas y 36 monasterios, presentes en Brasil, España, Estados Unidos, Filipinas, Kenia y México.

## Personajes ilustres

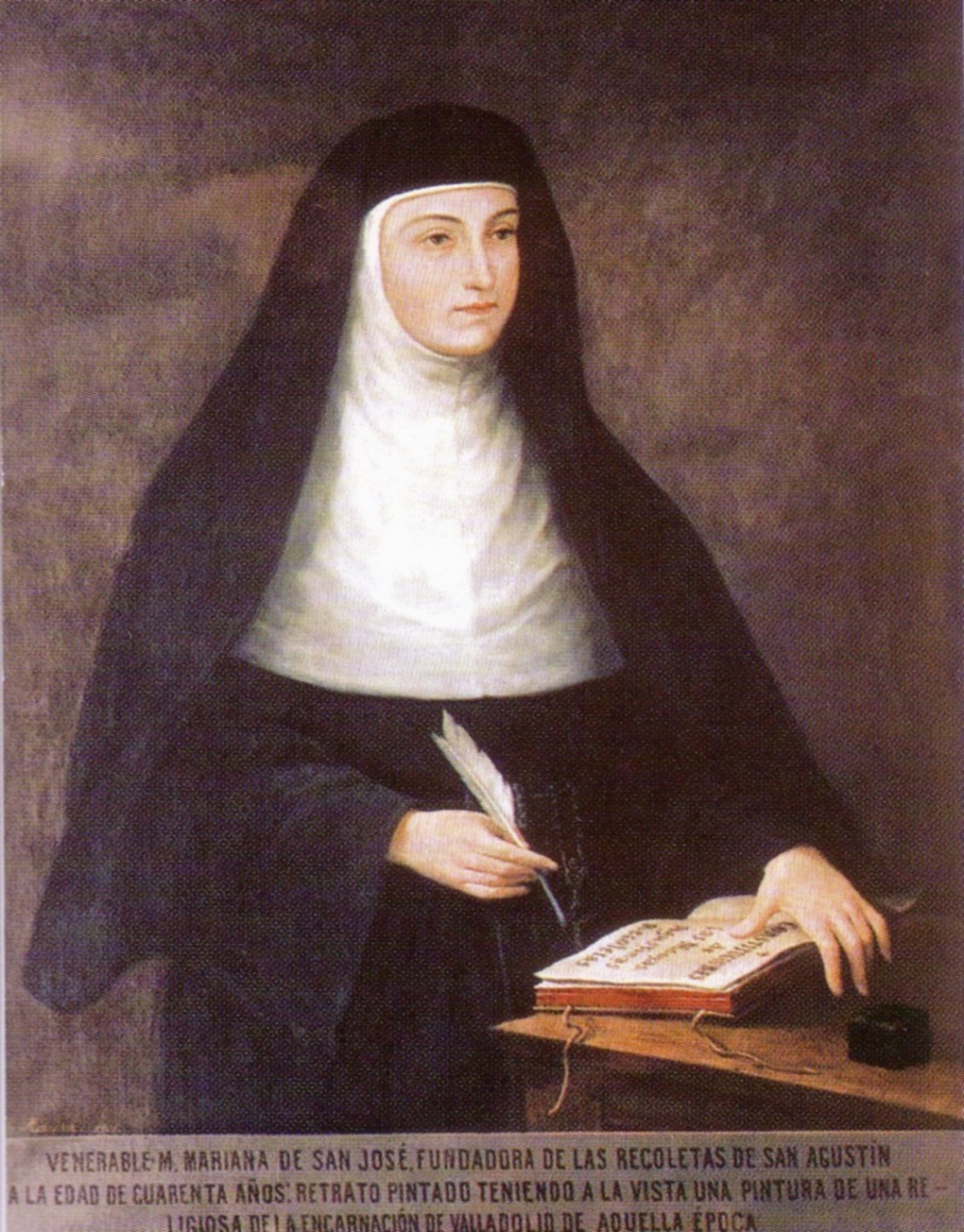
Madre Mariana de San José. (Alba de Tormes, 5 de agosto de 1568 - Madrid, 15 de abril de 1638)

- Alonso de Orozco (1500-1501), santo, religioso agustino español, fundador del primer monasterio de agustinas recoletas en Madrid (España). Fue beatificado el 15 de enero de 1882 por el papa León XIII y canonizado el 19 de mayo de 2002 por el papa Juan Pablo II.
- Mónica de Jesús Cornago (1889-1964), venerable, monja del monasterio de Baeza, muerta en concepto de santidad. Fue declarada venerable por el papa Juan Pablo II el 13 de junio de 1992.[5]
- Mariana de San José (1568-1638), sierva de Dios, religiosa española, fundadora, junto con Agustín Antolínez del monasterio de Éibar. Luego de la unión es considerada la madre espiritual de toda la Orden de Monjas Agustinas Recoletas.[2]
- Guadalupe Vadillo Herrero (1874-1967), religiosa mexicana, restauradora de la recolección en México.[6]